# Luis O. Brea Franco
Luis O. Brea Franco (Santo Domingo, 24 de marzo de 1946 - 5 de noviembre de 2020),  fue un ensayista, filósofo y gestor cultural dominicano, reconocido por sus estudios sobre Friedrich Nietzsche y la postmodernidad.

## Biografía
Realizó estudios secundarios en el Colegio de La Salle de Santo Domingo, marchando a mediados de los años 60 a Italia, a proseguir sus estudios de Filosofía, en la Universitá degli Studí di Firenze, realizando posteriormente en 1972 un Doctorado. A su regreso a República fue cofundador de la Librería Cultural Dominicana. Desde 1981 a 1994 se dedicó a la docencia y gestión cultural en la  Universidad Nacional Pedro Henríquez Ureña. Fue uno de los fundadores y planificadores del Ministerio de Cultura de la República Dominicana. Ocupó los puestos de Dirección de Bienes Subacuáticos, y entre el 2012 y el 2016 fue Comisario del Premio Internacional Pedro Henríquez Ureña, que otorgan el Ministerio de Cultura y el Gobierno de la República Dominicana.

## Obra
Junto a amplio interés de Luis O. Brea Franco por la filosofía clásica, dos temas han ocupado sus últimos años de estudio: el nihilismo ruso y la obra de Friedrich Nietzsche. Su libro "Claves para una lectura de Nietzsche. Prolegómenos para una interpretación de su obra", editado originalmente en 1993 pero ampliado y publicado en el 2016, ofrece una amplia panorámica sobre los temas esenciales del filósofo alemán.